# Egipto en los Juegos Paralímpicos de Heidelberg 1972
Egipto estuvo representado en los Juegos Paralímpicos de Heidelberg 1972 por un deportista masculino. El equipo paralímpico egipcio no obtuvo ninguna medalla en estos Juegos.